# 炎黄春秋
『炎黄春秋』（拼音:Yánhuáng Chūnqiū）は、中華人民共和国の月刊誌。中国近代史を扱う。1991年、毛沢東秘書の李鋭や胡徳平ら改革派幹部の支援の元に、元記者や研究者らが設立。タブーに切り込む姿勢で、出版不況のなか部数を伸ばし、2015年には創設時の10倍の約20万部となっていた。従業員数僅か18名の小さな出版社ながら、「『炎黄春秋』弁得不錯（よくやっている）」との揮毫を寄せたことで知られる習仲勲元副首相を始めとする党長老や学者など、約500名の執筆陣を擁した。共産党幹部の腐敗や人権問題など政治的に非常にセンシティブな問題を取り扱うことから一般に改革派やリベラル言論として知られる。

## 概要
「実事求是」（事実にもとづいて真実を求める）という姿勢で歴史と現実を評価する、独自の編集方針から「中国において唯一の雑誌」と称されてきた。創刊以降、中国当局との大規模な衝突は16回に及んだが、李鋭ら長老の後ろ盾の下、妥協をしながらも独立路線を維持してきた。江沢民総書記の改革・開放路線の下、出版団体に必要とされる主管機関には、党中央軍事委員会委員蕭克を執行委員長に迎えた学術団体・中華炎黄文化研究会を擁した。蕭が炎黄春秋を強く支持したことから、政府は干渉を控えてきたため、一定の独立性を保ってきた背景がある。
しかし、胡錦濤が党総書記に就任すると、出版業界に対する弾圧を強め始める。2008年には蕭が死去し、炎黄春秋は後ろ盾を失う。
2010年7月、炎黄春秋は元中国共産党中央政治局員楊汝岱による、失脚させられた趙紫陽元総書記を称賛する回顧録を出版。この回顧録は、六四天安門事件後に追放されて以来、長年にわたって言及することがタブーとされてきた元指導者の趙についての沈黙を打ち破ったが、出版後、当局が規制を強め始めたため、一定の譲歩を迫られ、天安門事件や三権分立など8つのテーマには触れない代わりに独立を維持する申し合わせを行った。
2012年11月に習近平が中国共産党中央委員会総書記に就任するとさらに弾圧は激化する。
2013年1月、炎黄春秋のウェブサイトが中国政府により一時的に遮断される。炎黄春秋が憲法上の出版に関する権利の完全かつ早急の履行を求める要求を出版した矢先のことであった。
2014年、中国のメディア統制監督機関国家新聞出版広電総局は、1月から4月に発表した86本の記事のうち37本が政治指針に違反したと公表している。広電総局署長などの要職を歴任した創始者の一人杜導正は、毎月2本の記事が事前検閲を受けているが、2014年にはそのうち9割の記事が理由も示されることなく、不許可となったことを明らかにしている。同年9月には主管機関が、中華炎黄文化研究会から政府系の中国芸術研究院に一方的に変更された。炎黄春秋はさらなる妥協を余儀なくされ、研究院と協議書を締結し、編集委員会に同院の派遣する2名を受けいる代わりに編集、人事、財務の自主権を認められた。
2015年7月には、杜が当局に強制的に辞任させられた楊継縄の後任の編集長に就任。辞任に際して、楊は辞任させられた経緯を説明した書簡と広電総局の激化する言論弾圧に対して抗議する公開書簡を出版した。

## 廃刊
長年、リベラル・改革派に影響を持つとされてきたが、2016年7月17日、杜導正が入院中のタイミングを狙い中国芸術研究院が社長、副社長、編集長らを更迭し、院幹部らを編集部に送り込む人事を公表。新社長には副院長の賈磊磊が就任した。さらには編集局を占拠し、雑誌社の資産800万元を差し押さえて、資料や荷物を持ち去り、オフィシャルサイトのパスワードを勝手に変更した。こうした編集部乗っ取りに反発したメンバーらがインターネット上で社内協議の結果廃刊を決意したことと、今後「炎黄春秋」を名乗るメディアとは無関係であることを宣言した。指導部に近いとされるアメリカの中国語ニュースサイト「多維新聞」は、炎黄春秋の編集部は中国共産党の同志がになってきた「正真正銘の党メディア」であることを指摘、今回の弾圧は、党指導部の「認識の不一致、歩調の不一致」が元であり、人事介入の手法は、客観的なルールを無視しており、これがいったん慣習的となれば、将来中国共産党政権に致命的な影響を与えると批判した。一方、毎日新聞専門編集委員の坂東賢治は、こうした党内対立を理由とみなす見方を疑問視しており、同誌のタブー破りが再評価につながった胡耀邦の開放的な側面を無視して称賛する習近平の姿勢などから、単純な言論弾圧ではなく、過去の指導者らの業績を都合よく解釈し、政治運営に利用するための、歴史の解釈権を共産党中央に一本化する動きであるとする見解を示している。
旧編集部側は、こうした当局の対応が、中華人民共和国憲法の定める言論の自由を著しく侵害しているとして提訴したが、北京市朝陽区の人民法院は、理由を明らかにしないまま、不受理とした。
廃刊声明が発表されたにもかかわらず、賈ら研究院が送り込んだ編集部によって出版は継続される見通しである。「公式」ホームページでは、賈新体制による7月18日の会議において、「国家の法律を全面的に順守」することなどを確認したとして廃刊を否定。8月4日には、8月号が発行され、雑誌の発行部門は研究院の主宰する別の出版社に移管された。幹部名簿には、追放された杜ら旧幹部が顧問などの名義で名前を連ねており、杜を始めとする旧幹部側は「不当な出版」であると批判している。
副編集長を勤めた王彦君は、毎日新聞のインタビューに対して、当局の意向を受け入れ、理念や政治的立場を変質させることは読者の期待を裏切ることであると考え、廃刊を決断したと述べ、8月号は偽物であるが、別媒体での雑誌の発刊は許可は下りないであろうとしている。
発行停止による批判をかわすために編集部乗っ取りを行ったと見られているが、旧編集部が廃刊を宣言したことにより、言論弾圧の激しさを印象付ける結果となった。杜は一連の乗っ取りと文化大革命の手法との近似性を指摘した。
廃刊声明後には、2013年11月号において、中国政府が日中戦争（中国側呼称:抗日戦争）の英雄として美化している「狼牙山五壮士」について教科書の記述に誤りがあると指摘した前編集長の洪振快に対して北京市の人民法院は「英雄のイメージを貶した」として遺族に謝罪を命令するなど弾圧が継続されている。

## 脚註
1. 1 2  改革派中国誌の前社長が「停刊声明」 当局に反発朝日新聞 2016年7月19日
2. ↑  中国の改革派雑誌が休刊 「弾圧」と反発、当局を提訴日本経済新聞 2016年7月19日
3. ↑  萧克将军与《炎黄春秋》，《人民日报海外版). 11 November 2001
4. 1 2  Outspoken liberal Chinese magazine Yanhuang Chunqiu stops publication after management purge, SCMP, 18 July 2016
5. ↑  『新聞研究』「乗っ取られた改革派雑誌 ー習指導部の統制厳しく」 2016年10月783号 70-71頁 ISSN 0288-0652 日本新聞協会
6. ↑  元滋賀県立大学教授・荒井利明 (2016年8月23日). “【専欄】月刊誌「炎黄春秋」の終焉”. サンケイビズ
7. 1 2 3 4 5  “真実を語る雑誌『炎黄春秋』の死”. WEDGE infinity. (2016年7月28日)
8. ↑  “Chinese magazine breaks Zhao taboo” (英語). The Sydney Morning Herald. (2010年7月8日) 2014年2月24日閲覧。
9. ↑  “Yanhuang Chunqiu website closed down after editorial on constitution” (英語). 2016年7月21日閲覧。
10. 1 2  “Editors Announce 'End' of Top Chinese Political Magazine After Staff Reshuffle” (英語). Radio Free Asia. (2016年7月18日)
11. 1 2 3  “改革派誌「御用誌」に 当局、廃刊声明覆し乗っ取り”. 毎日新聞. (2016年8月16日)
12. ↑  Verna Yu (2015年7月16日). “Chinese censor pushes liberal magazine to brink of closure, says former chief editor” (英語). South China Morning Post 2015年10月31日閲覧。
13. ↑  “杨继绳：离开《炎黄春秋》总编岗位的两封公开信” (中国語). www.boxun.com. 2016年7月21日閲覧。
14. ↑  BBC News - Southern Weekly reporters confront
15. 1 2  “中国“最後”の改革派雑誌「炎黄春秋」が廃刊へ タブーに切り込み部数伸び、背後に習近平指導部の意向か”. 産経新聞. (2016年7月21日)
16. ↑  “『炎黄春秋』停刊宣言は中国の良心の断末魔”. 日経ビジネス. (2016年7月27日)
17. ↑  “Ouster of liberal Chinese magazine publisher marks the end of an era” (英語).   The China Post. 2016年7月20日閲覧。
18. ↑  “「炎黄春秋」誌人事介入 指導部の分裂があらわに＝米中国語メディア”. 大紀元日本版. (2016年8月4日)
19. ↑  坂東賢治 (2016年8月4日). “木語 歴史解釈という権力”. 毎日新聞
20. ↑  “北京地裁、訴え不受理の方針 改革派雑誌「炎黄春秋」幹部解任めぐり”. 産経新聞（共同通信配信）. (2016年7月22日)
21. 1 2  “改革派雑誌「廃刊」「最後の陣地陥落」失望の声”. 毎日新聞. (2016年7月22日)
22. ↑  “休刊宣言の月刊誌発行＝改革派、「不当出版」と批判－中国”. 時事通信. (2016年8月11日)
23. ↑  Zhao, Kiki (2016年7月19日). “Liberal Chinese Journal’s Purged Editors Declare Publication Dissolved” (英語). The New York Times. ISSN 0362-4331 2016年7月21日閲覧。
24. ↑  “雑誌元編集長に裁判所謝罪命令 抗日戦争異論掲載”. 毎日新聞. (2016年8月17日)